# Хуан де Вальдес Леаль
Хуан де Вальдес Леаль (ісп. Juan de Valdés Leal, 4 травня 1622, Севілья — 15 жовтня 1690, там само) — іспанський художник, графік, скульптор і архітектор епохи бароко.

## Біографія

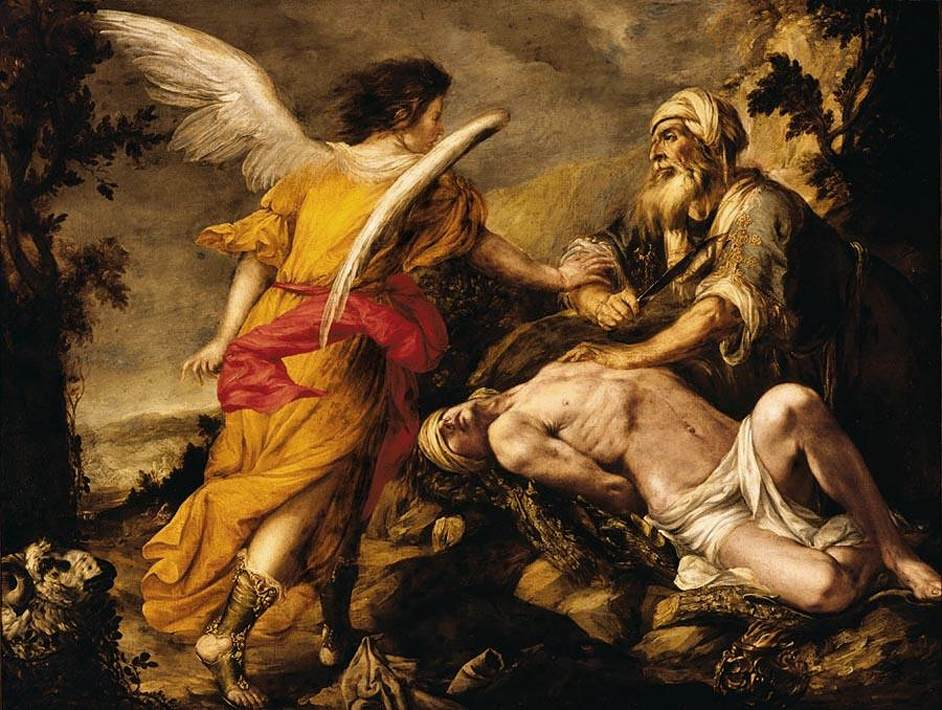
«Жертвоприношення Авраама». Приватна збірка

Син ювеліра Фернандо де Ніса і Антонії де Вальдес Леаль. За традицією, що здавна існувала в Севільї, обрав прізвище матері, за яким і уславився. Так само зробив ще один севільянець — Дієго Веласкес.
Свідоцтв про ранні роки майбутнього митця не збережено. Є припущення, що він вчився живопису в Кордові у Антоніо дель Кастільо. Одружився там в 1647 на Єлизаветі, дочці з шляхетної родини, за свідоцтвом художника та історіографа Антоніо Паломіно.
Діти художника:
- Луїза Рафаела
- Марія Євгенія
- Лука де Леаль
- Марія де ла Консепсьйон
- Антонія Альфонса

Лука де Леаль був другорядним художником і графіком, став спадкоємцем батька по смерті останнього. До кордовського періоду належить і перший відомий нам твір митця, датований 1652 роком.
Відвідав Мадрид. В 1649, рятуючись від епідемії чуми, повернувся в Севілью.
Став одним із засновників (разом з Мурільйо) Севільської академії живопису, був обраний головним розпорядником гільдії живописців Севільї — братства Святого Луки. Художницею була також його дружина, живописцями стали син і дочки, не наслідуючи, однак, його здібностей.

## Творчість
Створив стінописи в монастирі Святої Клари в Кармоні (провінція Севілья), працював в Кордові, але найбільше — в Севільї. В 1671-1672 виконав для Севільський церкви Братства Милосердя Господня цикл робіт Ієрогліфи останніх днів людських, що став вершиною його творчості.
Мав схильність до драматичних сюжетів. В картинах, на відміну від позитивного настрою картин Бартоломео Естебана Мурільйо, панівними були містичні настрої іспанського католицизму, розчарування та зневіри, характерні для кризової доби пізнього іспанського бароко. Деякі з його картин описують ванітас (лат. vanitas, букв. — «Метушня, марнославство»), швидкоплинність і смерть:
- In ictu oculi[en](англ.) — В одну мить
- Finis gloriae mundi — Вінець слави земної

## Галерея

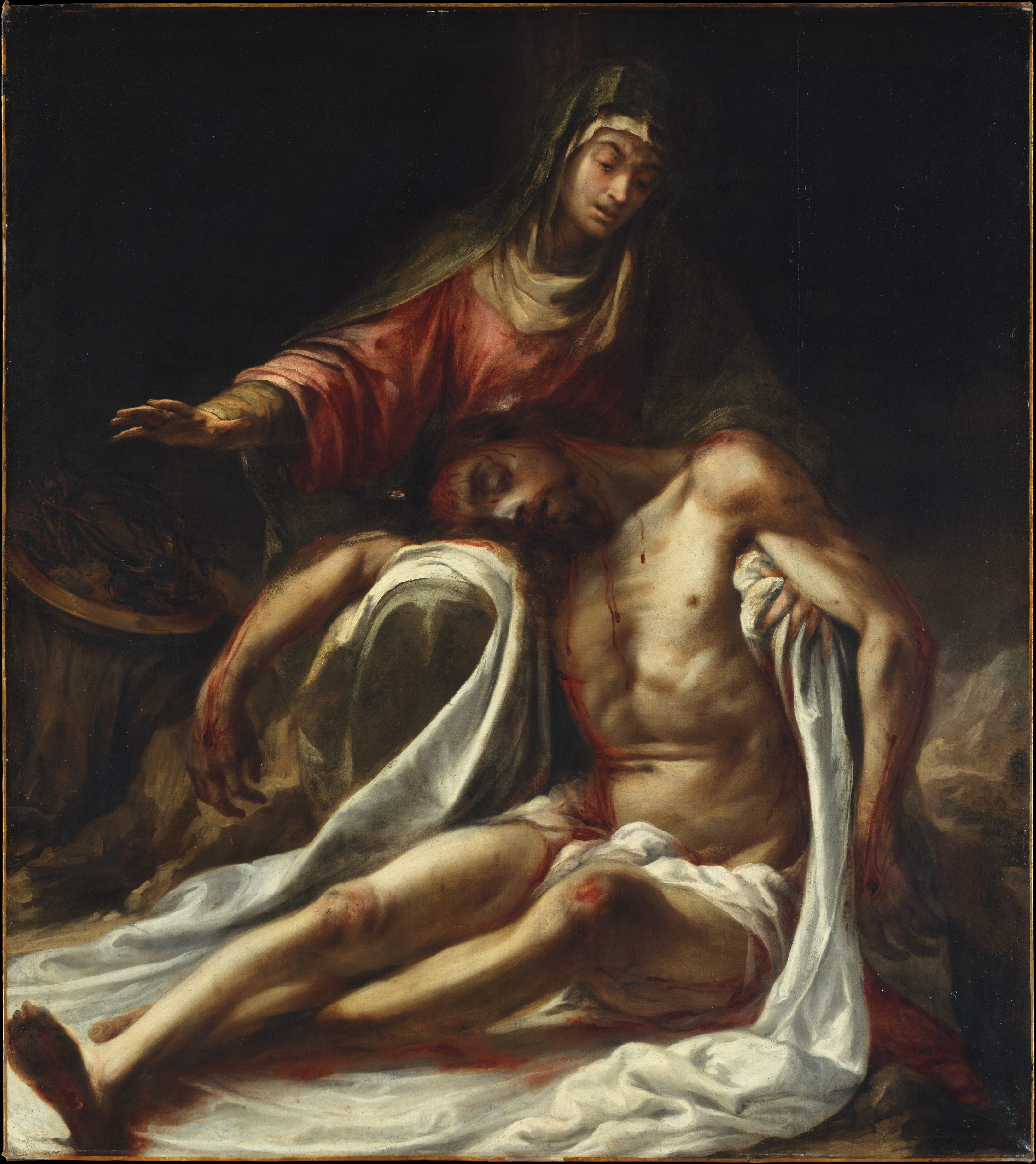
«Оплакування Христа»
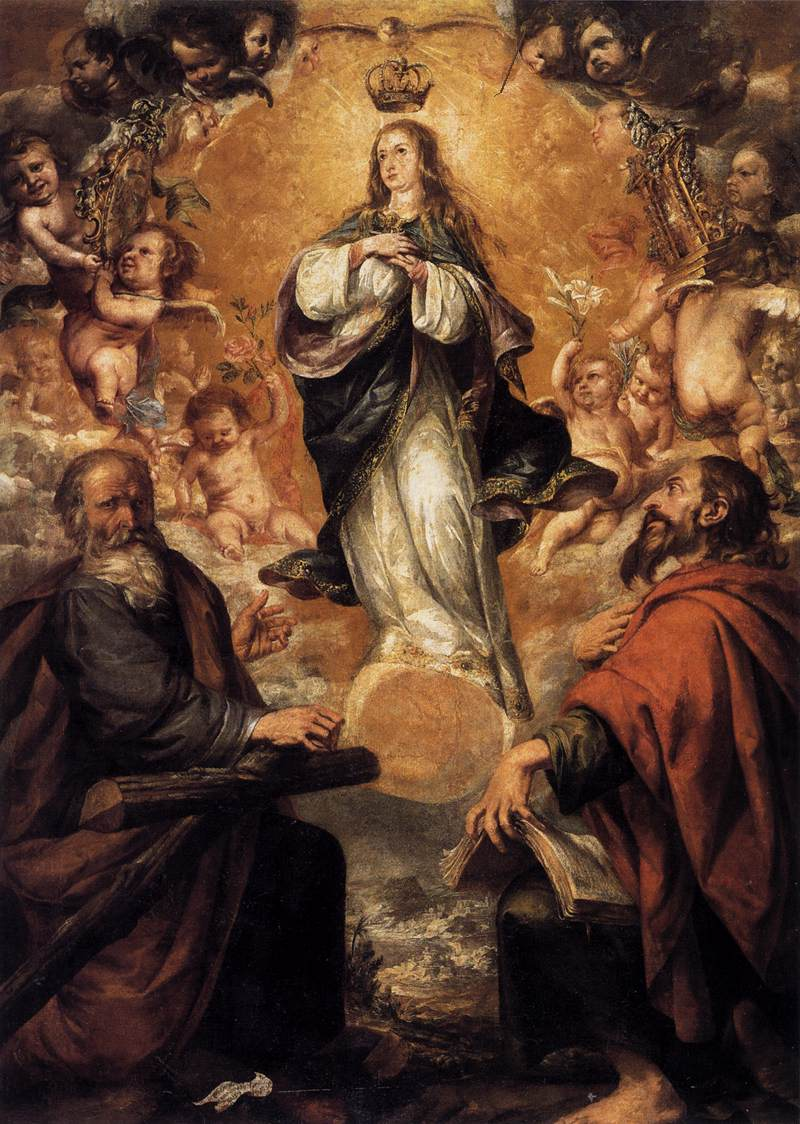
«Богородиця Непорочного зачаття зі Св. Андрієм та Іваном Хрестителем», Лувр
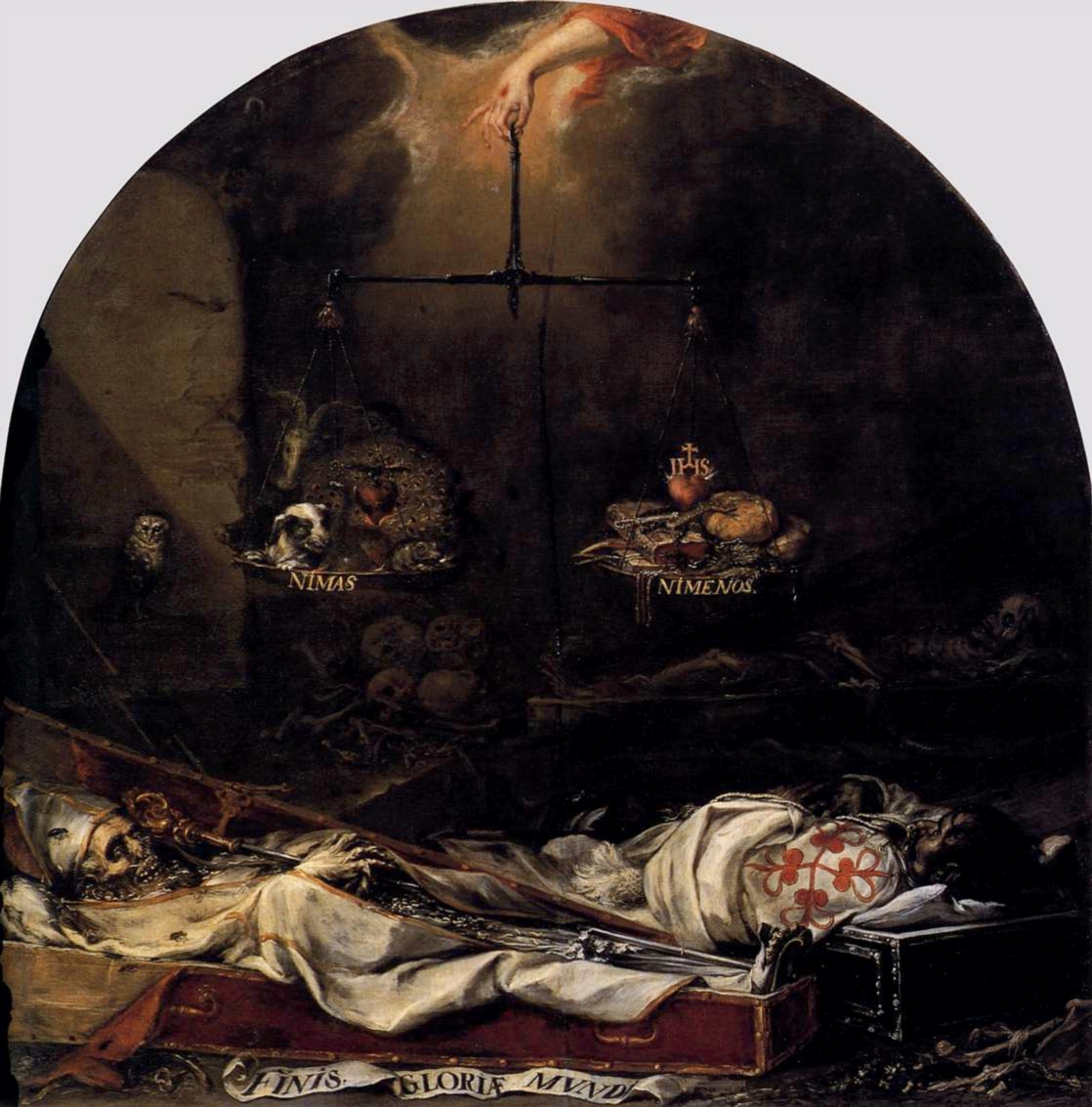
Вальдес Леаль. Finis gloriae mundi — Вінець слави земної
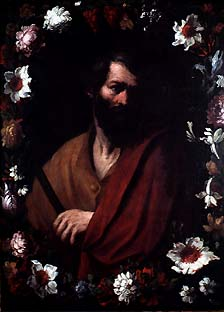
«Євангеліст Матвій».
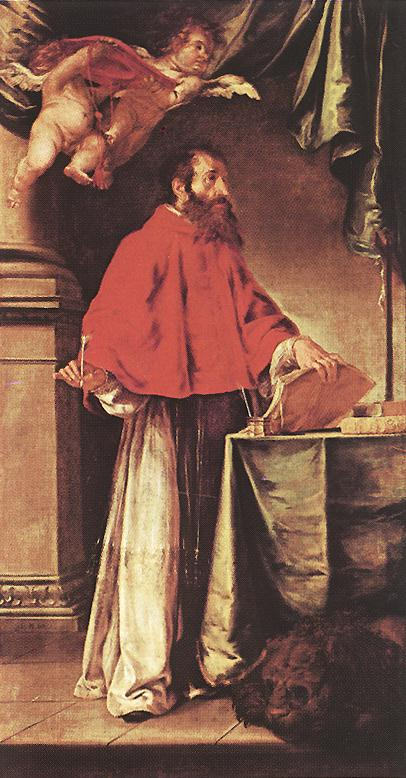
«Св. Єронім», Національний музей Прадо
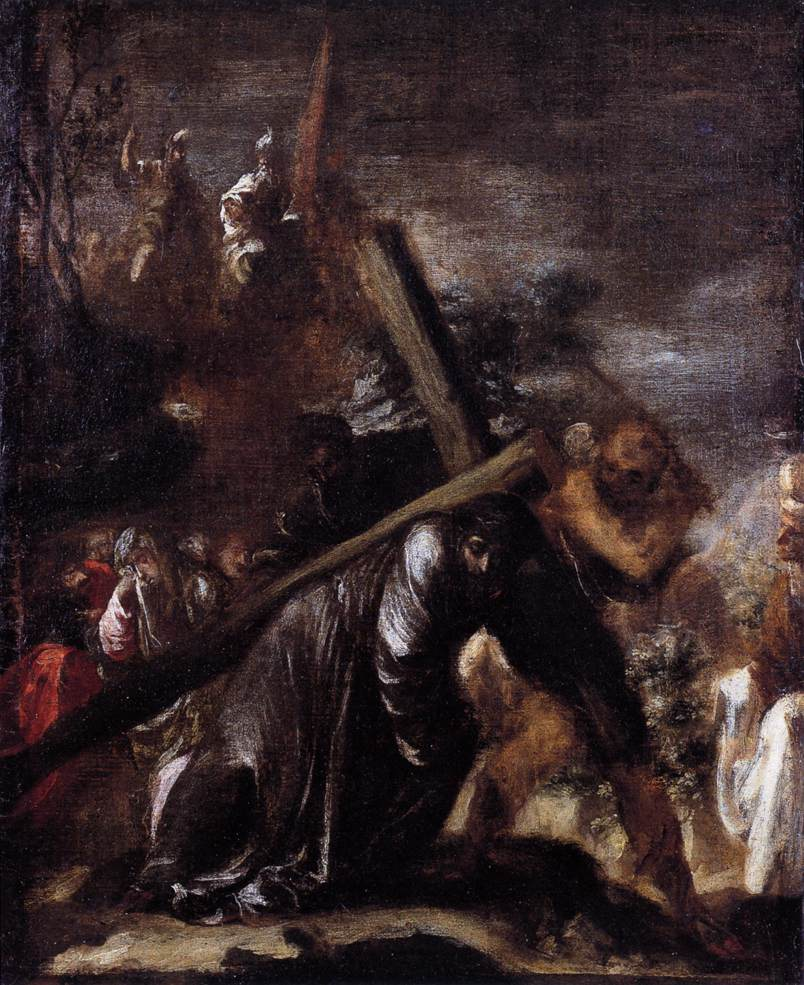
«Шлях на Голгофу», Музей красних мистецтв, Більбао.
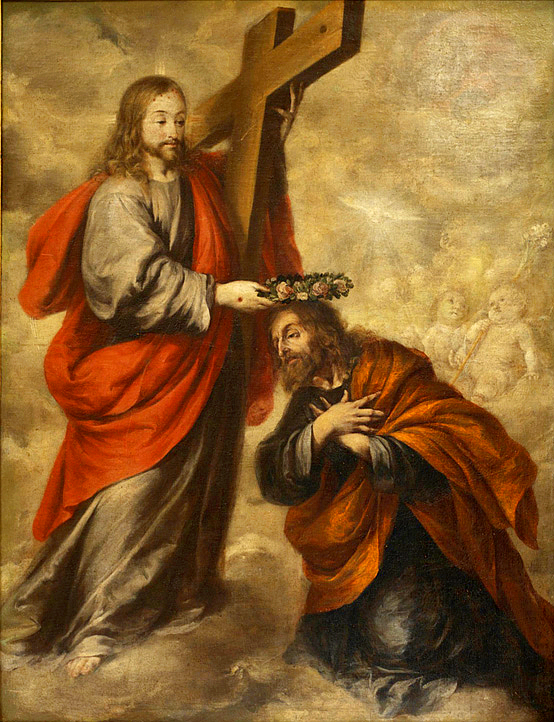
«Коронація Св. Йосипа».
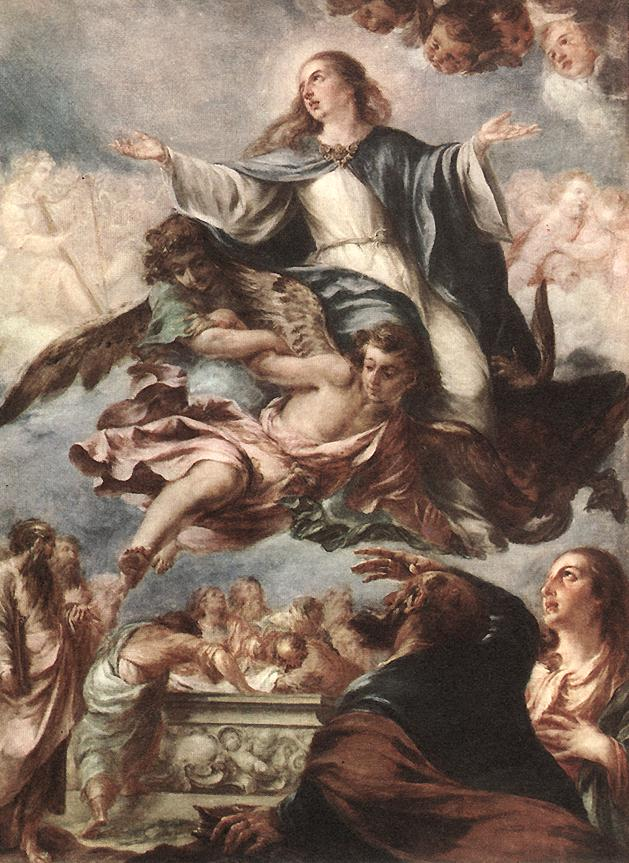
«Ассунта» ( Вознесіння Богородиці ), Національна галерея мистецтв, Вашингтон, США.

## Спадщина

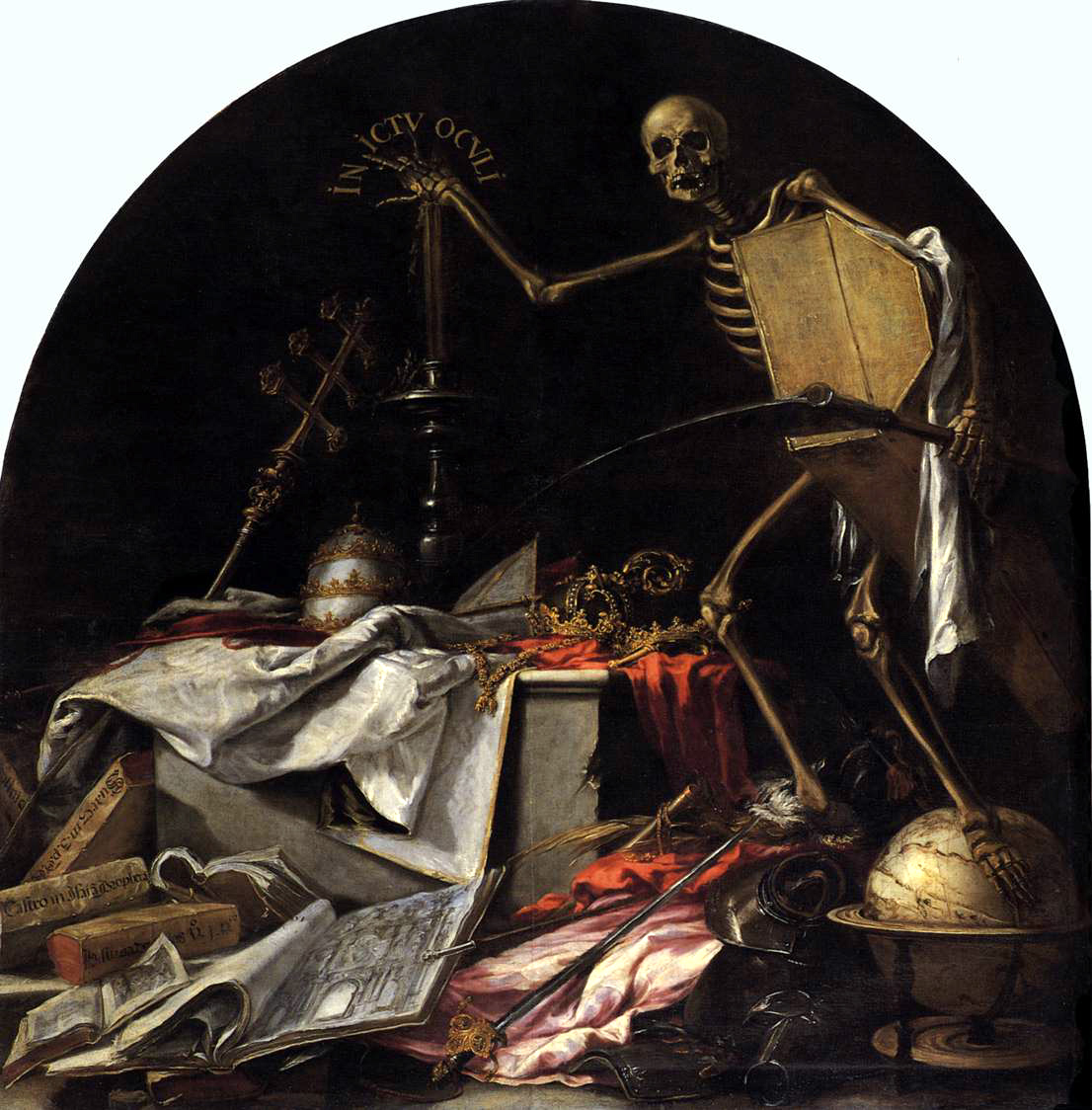
Вальдес Леаль. In ictu oculi — В одну мить

Низка біблійних композицій Вальдеса Леаль була знищена в ході Війни за незалежність Іспанії в період 1808-1814 рр. Збережені твори представлені в Прадо, Луврі, музеях Севільї, Вашингтону, Санкт-Петербургу, Ульяновська та ін.